# Voronezj
Voronezj (russisk: Воронеж, tr. Voronezj) er en by i Voronezj oblast i den sydvestlige del af den europæiske del af Den Russiske Føderation ved Voronezjfloden, ikke langt fra grænsen til Ukraine. Voronezj er administrativt center i oblasten og har 1.051.995 (2023) indbyggere. Voronezj er et vigtigt jernbaneknudepunkt med forbindelse til Moskva, Rostov ved Don og Kyiv, og samtidigt et vigtigt erhvervs- og uddannelsescenter med bl.a. flyfabrik og universitet.

## Geografi
Voronezj ligger på grænsen mellem Det centralrussiske plateau og Oka-Don sletten. Byen er beliggende i den sydlige del af den centrale russiske skov-steppe langs bredderne af Voronezjfloden, 8,5 km fra dens udmunding i floden Don.
Voronezj ligger 515 km sydsydøst for Moskva, ca. 300 km nordøst for Kharkiv, 500 km nordvest for Volgograd.

### Klima
Voronezj har tempereret fastlandsklima med moderat kølige vintre, lidt varmere end i Moskva, med konstant snedække fra udgangen af november. I de senere år har der været tendens til at snedækket dannes på et senere tidspunkt: i midten eller endda udgangen af december. Ganske ofte er der tø, ledsaget af regn, ligesom temperaturen også ofte falder til under -20 °C, hvilket kan vare op til en uge eller mere. Sommeren er varm, vekslende regnfuld, og tør. Efteråret er mildt og regnfuldt Voronezjreservoiret dækkes af is i slutningen af november - begyndelsen af december. Foråret varer fra marts til april måned.
Januars gennemsnitstemperatur er -6,1 °C, julis gennemsnitstemperatur er +20,5 °C. Årets samlede gennemsnitstemperatur er +6.9 °C. Den gennemsnitlige årlige nedbør er 584 mm.

## Historie
Stednavnet Voronezj blev første gang nævnt i Ipatjevkodekset i 1177, men arkæologiske fund har påvist tilstedeværelse af mennesker på stedet siden stenalderen. Nye fund kan flytte bebyggelsens grundlæggelse så langt tilbage som det 4. århundrede e.v.t. Imidlertid er den officielle version af Voronezjs historie, at byen blev grundlagt i 1585 af Fjodor I som fort til beskyttelse af Zar-rusland mod Krim-tatarernes angreb.
I 1600-tallet voksede Voronezj til en mellemstor by, efter at zar Peter den Store oprettede et skibsværft i byen, hvor Azovflotillen blev bygget til Azovfelttoget 1695 og 1696. Denne flåde, som sandsynligvis var den første, der blev bygget i Rusland, inkluderede det første russiske linjeskib, Goto Predestinatsija.
Som følge af værftet var Voronezj en kort tid den største by i det sydlige Rusland og det økonomiske centrum i en stor og frugtbar region. I 1711 blev byen det administrative center i Azov oblast, som var en del af Vornezj guvernement.
I 1800-tallet var Voronezj den vigtigste by i Den centrale sortjordsregion. Fabriksindustri (møller, talgproduktion, smørkærning, sæbefremstilling, ler og andet) og handel med brød, kvæg, talg og huder udviklede sig i byen. Voronezj fik jernbaneforbindelse til Rostov ved Don i 1868 og til Moskva i 1871.
Under 2. verdenskrig var Voronezj scene for nogle af de hårdeste kampe mellem Den Røde Hær og Nazi-Tysklands tropper. Byen blev brugt som base for det tyske angreb på Stalingrad og var et vigtigt overgangssted over Don.

## Administrativ inddeling
Voronezj er administrativt opdelt i seks rajoner:
|   | Rajon                       | Indbyggertal (folketælling 2010) | Areal km² | Voronezjs rajoner |
| - | --------------------------- | -------------------------------- | --------- | ----------------- |
| 1 | Zjeleznodorozjnyj Jernbanen | 106.751                          | 183,17    |                   |
| 2 | Kominternovskij             | 273.243                          | 47,41     |                   |
| 3 | Levoberezjnyj               | 169.426                          | 123,89    |                   |
| 4 | Leninskij                   | 110.172                          | 18,53     |                   |
| 5 | Sovetskij                   | 150.716                          | 15,7      |                   |
| 6 | Tsentralnyj Centrum         | 79.372                           | 63,96     |                   |

## Økonomi
I dag er Voronezj den største by i det sydvestlige Ruslands Sortjordregion og et af kornmagasinerne i landet. I byen ligger maskinfabrikker, kemisk industri og fødevareindustri. Fra Voronezj stammer blandt andet de udbredte transportfly Iljusjin Il-86 og Il-96. Også raketmotorer, bildæk og landbrugsudstyr produceres i stort omfang. For at sikre tilstrækkeligt vand til produktionen, konstrueredes Voronezjreservoiret i 1972, som siden har delt byen i industriområdet på venstre bred og den ældre del af byen på højre bred. I den nærliggende by Novovoronezj er Novovoronezj atomkraftværk, der leverer strøm til oblasten, placeret.
På grund af den omfattende industrielle forurening kaldes byen i folkemunde også газо сектор, tr. gazo sektor; dansk: ~ gassektoren. Et lokalt punkband sang engang, at indbyggere i Voronezj ikke blev mere end 40 år gamle. Byen er således domineret af de store industrivirksomheder, og mange områder uden for centrum og meget forurenede.

### Transport

#### Luftfart
Byen betjenes af Voronezj Lufthavn (russisk: Аэропорт Воро́неж (Чертовицкое), tr. Aeroport Vorónezj (Tjertovitskoje)), der benyttes af 455.078(2015) passagerer. Lufthavnen ligger godt 10 km nord for byen. Pridatja lufthavn (russisk: Придача (аэродром)) er en anden lufthavn i Voronezj, der tilhører flyproducenten VASO (russisk: Воронежское акционерное самолётостроительное общество, tr. Voronezjskoje aktsionernoje samoljotostroitelnoje obsjtjestvo), hvor Tupolev Tu-144 blev bygget. Voronezj er også hjemsted for "Baltimor luftforsvarsbase" (russisk: Балтимор (аэродром)) i den sydvestlige del af byen, der, ifølge en rapport Natural Resources Defense Council, huser nukleare bombefly.

#### Jernbane
Siden 1868 har der været jernbaneforbindelse mellem Voronezj og Moskva. Den Sydøstlige Jernbane, der er en del af Ruslands Jernbaner, har hovedsæde i Voronezj, der har to stationer, Voronezj I og Voronezj-Kursk. Fra Voronezj er der bl.a. direkte tog til Moskva, Kyiv, Kursk, Novorossijsk, Sochi og Tambov.

#### Busser
Der er tre busstationer i Voronezj, der forbinder byen med en lang række destinationer, herunder Moskva, Belgorod, Lipetsk, Volgograd, Rostov ved Don, Astrakhan og mange flere.
Desuden er byen forbundet med den russiske motorvej M 4 fra Moskva til Novorossijsk.
Offentlig transport i byen er baseret på bybusser, trolleybusser og rutetaxier.

## Venskabsbyer
Voronezj har syv venskabsbyer:
- Sliven, Bulgarien
- Homel, Hviderusland
- Chongqing, Kina
- León, Spanien
- Brno, Tjekkiet
- Wesermarsch, Tyskland
- Charlotte, USA

## Personer fra Voronezj
- Forfatteren Ivan Aleksejevitj Bunin blev født i Voronezj og blev i 1933 tildelt Nobelprisen i litteratur.
- Fysikeren Pavel A. Tjerenkov er ligeledes fra Voronezj og blev i 1958 tildelt Nobelprisen i fysik.
- Armegeneral Nikolaj Vatutin er født i Voronezj og blev 1965 posthumt tildelt ordenen Sovjetunionens Helt
- Whistleblower og tidligere KGB-agent Aleksandr Litvinenko fødtes i Voronezj i 1962.

## Galleri
- Bebudelseskatedralen i Voronezj
- Voronezj
- Peter den Store-statue i Voronezj